# Francisco Ciutat
Francisco Ciutat de Miguel (Madrid, 28 de Outubro de 1909 - Havana, 30 de Novembro de 1986) foi um militar espanhol, que participou na Guerra Civil Espanhola, durante o qual ele desempenhou um papel importante. Ele era chefe de operações dos exércitos do norte e do leste, tomando parte em algumas das principais batalhas da guerra. Com o fim da guerra foi para o exílio, servindo como conselheiro militar na União Soviética, Cuba e no Vietname. Ele veio a ser conhecido pelo apelido de "Angelito".

## Biografia

### Primeiros Anos e Formação
Ele nasceu em Madrid, a 28 de Outubro de 1909. Vindo de uma família militar, ele entrou na Academia de Infantaria de Toledo em 1925, onde se licenciaria dois anos mais tarde com o grau de alferes. Inicialmente designado para o regimento de infantaria "Garellano" n° 43 de Bilbau, ele realizaria mais tarde um curso de formação na Escola Central de Tiro de Toledo. Após a proclamação da República, ele declarou a sua adesão ao novo regime. Durante o período da Segunda República começou na Maçonaria, formando parte da Loja "Goethe" nº 6 de Bilbau; adotaria o nome maçônico de «Algazel».

### Guerra Civil
A eclosão da Guerra Civil surpreendeu-o em Madrid, enquanto estudava o Estado-Maior na Escola Superior de Guerra, permanecendo fiel à República. Por esse tempo ele ocupava o posto de tenente da infantaria. Durante as primeiras semanas do conflito, pertenceu ao pessoal da Inspecção Geral das Milícias.
No final de Agosto de 1936 foi enviado para Santander, a fim de "coordenar o comando das forças e milícias" dos territórios do norte republicanos, bem como organizar - e dirigir- um Exército do Norte . Posteriormente, ele foi nomeado chefe de operações do Exército do Norte, promovido a major, segundo as ordens do general Francisco Llano de la Encomienda. Já durante a campanha em Euskadi tinha expressado sérias discordâncias com José Antonio Aguirre, lehendakari Basco, devido à sua filiação comunista oposta as ideias nacionalistas e conservadoras do líder basco, e pelo pouco entusiasmo de Ciutat pelo Euzko Gudarostea, o exército cuja existência implicava uma autonomia militar significativa do País Basco. Mais tarde, ele participaria das batalhas de Santander e das Astúrias.
Após a queda da frente do Norte, ele retornou à zona republicana central e foi promovido a tenente-coronel, sendo nomeado chefe de operações do Exército do Levante, participando na batalha de Teruel e na campanha do Levante . Um simpatizante do movimento comunista, durante a guerra ele acabaria se integrando no Partido Comunista de Espanha (PCE). No final de Março de 1939, antes da derrota completa da República Espanhola, Ciutat deixou o país pelo porto de Gandia.

### Estapa no exílio
Após o fim da Guerra Civil e na qualidade de membro do Partido Comunista de Espanha (PCE), Ciutat exilou-se na União Soviética junto com outros militares republicanos. Lá estudou -e mais tarde foi professor-na Academia Militar de Voroshilov, responsável pela formação de oficiais do Estado-Maior do Exército Vermelho. Um autor chegou a apontar que ele chegou a participar da Segunda Guerra Mundial, alistado no Exército Soviético. Alcançou o posto de coronel.
Ele também serviu como conselheiro militar para a União Soviética prestando serviços no estrangeiro. Foi decidido enviá-lo para Cuba, uma missão que teria recebido com grande entusiasmo. Em meados de 1960 chegou ao país das caraíbas,, juntamente com outros ex-militares republicanos, como o coronel José María Galán Rodríguez, o coronel Manuel Marquez Sanchez de Movellan e o vice-almirante Pedro Prado Mendizabal. Ciutat desempenhou um papel importante como instrutor das Forças Armadas Revolucionárias de Cuba (FAR), além de ser o organizador da Escola do Estado Maior do Exército Cubano. Em Abril de 1961, envolveu-se na defesa da Havana durante a invasão da Baía dos Porcos e mais tarde envolveria-se na luta contra os grupos contra-revolucionários que operavam na Sierra de Escambray.
Durante o seu período cubano, ele usou o nome falso de "Ángel Martínez Reozola", embora ele também fosse conhecido como "Angelito".
De acordo com alguns autores, ele também tinha agido como conselheiro militar em outros conflitos, como a Guerra das Areias entre Marrocos e a Argélia (aconselhando o exército argelino), e como conselheiro do governo de Hanói na Guerra do Vietname. Após o fim do regime de Franco regressaria à Espanha em 1977. Sofrendo de uma doença incurável, Ciutat retornou a Cuba a pedido de Fidel e Raul Castro, pouco depois de se instalar em Espanha. Ele morreu em Havana em 1986. Ao seu funeral assistiram entre outros Fidel Castro e Enrique Líster, 13 ex-oficial do Exército Republicano. Os seus restos mortais repousam no panteão das Forças Armadas Revolucionárias do cementerio de Cristóbal Colón.

## Apelidos
Ciutat de Miguel teve um grande número de pseudónimos:
- Nome maçónico: «Algazel»;[22]
- Nome russo: Pavel Pablovich Stepanov;
- Nome Cubano: Ángel Martínez Reozola —aunque normalmente conocido como «Angelito»—;[23]

## Obras
- —— (1978). Relatos y reflexiones de la Guerra de España 1936-1939. Forma Ediciones: Madrid.